# 罗小罗
罗小罗（1984年—），中國歌手。

## 生平
罗小罗生于广西桂林龙胜，畢業於广西一所师范学校的美术教育专业。在桂林時，他就在當地的酒吧驻唱。
2005年，罗小罗从广西桂林来上海。起初他在衡山路的酒吧里唱了半年歌。之後又從事婚纱摄影以及电商。後來他去嘉兴市嘉善县西塘镇的一家咖啡店看到老闆在唱歌，於是在和老闆交流時表示自己曾在酒吧裡面唱歌。咖啡店老闆試著讓他唱了一首，罗小罗唱了一首《外面的世界》後，得到咖啡店老板的表揚，咖啡店老闆決定讓羅小羅在咖啡店駐唱。羅小羅決定繼續唱歌並以此為職業。在西塘镇驻唱九个月之后，罗小罗又回到上海
2018年起，他開始街頭表演，在静安公园唱歌。2019年，他通过上海市演出行业协会的街头艺人资格考试。2023年夏天，罗小罗在街头演唱的《朋友别哭》的視頻被一家中央媒体抖音号转发，之後罗小罗的抖音号在几天时间内涨粉七八十万。2024年，罗小罗首次在劇場內開演唱會。